# Banana Kong
Banana Kong es un videojuego de corredor sin fin desarrollado por Gamaga y publicado por FDG Entertainment para Android y iOS. Se estrenó el 24 de enero de 2013. En el juego, el jugador controla a un gorila que huye de una ola interminable de cáscaras de plátano.

## Jugabilidad
En Banana Kong, el jugador controla a un gorila que corre para alejarse de una ola de cáscaras de plátano. El jugador controla el juego tocando la pantalla de su dispositivo para saltar. Recolectar plátanos mientras corre carga una barra de energía. Cuando la barra de energía está llena, el personaje puede avanzar deslizándose hacia la derecha, lo que le permite al gorila alejarse más del tsunami y romper ciertos obstáculos. El área principal del juego es una jungla, pero se puede acceder a otras áreas, incluida una caverna, el océano, la playa y las copas de los árboles, en diferentes puntos del juego. Cada área tiene una mascota específica que ayuda al jugador: el tucán, el jabalí, la tortuga, la serpiente y la jirafa.
El objetivo del juego es avanzar más evitando todos los obstáculos. Ser invadido por los plátanos o chocar contra algo termina una carrera individual. El juego se vuelve más rápido cuanto más se juega, lo que aumenta el nivel de dificultad. Al final de una partida, el jugador puede usar sus plátanos para comprar mejoras, lo que le permite realizar partidas más largas y alimentar otra oleada de cáscaras en el proceso. También hay objetivos que se pueden completar durante una o varias partidas.

## Recepción
La aplicación ha sido descargada por más de 100 millones de usuarios y tiene una calificación promedio en la tienda Google Play de 4.4 estrellas sobre 5.
Banana Kong ha recibido críticas generalmente positivas de los críticos. Nadia Oxford de Gamezebo elogió el juego, calificándolo de "increíblemente adictivo, de acceso inmediato y agradable cada vez que lo pruebas". Justin Davis de IGN fue más crítico y destacó su presentación "linda" y sus "controles fáciles de dominar", pero no lo encontró "nada especial" en comparación con otros juegos de carrera sin fin.

## Secuela
Una secuela, Banana Kong 2, se lanzó para dispositivos Android y iOS el 12 de julio de 2022. Incluye más mapas, personajes animales, nuevos eventos y gráficos mejorados.